# Bellevue Teatret
Bellevue Teatret är en teater på Strandvejen i Klampenborg norr om Köpenhamn.
Teatern invigdes i juni 1936 som en sommarteater. Den ritades av arkitekten Arne Jacobsen och anses vara ett av hans viktigsta verk i funktionell stil och ett fint exempel på Bauhaus-arkitektur. Teatersalongens väggar är klädda med blåvitrandig kanvas och scen och loger med bambu. Taket över salongen kan öppnas och en restaurang har inretts i sidobyggnaden.
Efter något år tvingades teatern stänga och byggnaden användes som biograf till 1979 då teatersalongen öppnade igen. Restaurangen byggdes om till bostäder men öppnade igen i mindre skala år 1999.
Teatern blev byggnadsminne 1988 och året efter lades biografen ned. Byggnaden renoverades med stöd av Realdania och återfördes till sitt ursprungliga utseende 2001–2002. Renoveringen fick pris av 
Europa Nostra 2003.
Teatern har plats för cirka 700 åskådare och spelar huvudsakligen egna produktioner. Varje år kring jul spelas en teaterpjäs baserad på Thorbjørn Egners barnbok Folk och rövare i Kamomilla stad.